# كيفن هوغن (لاعب كرة قدم أمريكية)
كيفن هوغن (بالإنجليزية: Kevin Hogan)‏ هو لاعب كرة قدم أمريكية أمريكي، ولد في 20 أكتوبر 1992 في ماكلين في الولايات المتحدة.

## وصلات خارجية
- كيفن هوغن على موقع مرجع كرة القدم المحترفة.كوم (الإنجليزية)
- كيفن هوغن على موقع كلية كرة القدم في سبورتس رفرنس.كوم (الإنجليزية)